# Jean-Michel Blanquer
Jean-Michel Blanquer (4 de diciembre de 1964, París) es un alto funcionario y profesor francés, ocupó el cargó de ministro de Educación de Francia de mayo de 2017 a mayo de 2022.

## Trayectoria profesional

### Entre Francia y América Latina
Especialista en ciencia política y derecho público, Blanquer es también autor de numerosas obras y artículos sobre América Latina, en particular Colombia, país en el que reside entre 1989 y 1991 trabajando como investigador cooperante en el Instituto Francés de Estudios Andinos de Bogotá. Entre 1992 y 1998, enseña en las facultades de París, de Tours y de Lille. Es director del Instituto de Altos Estudios sobre América Latina (Institut des Hautes études d'Amérique latine, IHEAL) entre 1998 y 2004, año en que es nombrado presidente del Instituto de las Américas (Institut des Amériques) y regresa a América para desempeñarse como Consejero de Educación en Guyana.

### Cargos ministeriales
Entre 2006 y 2012, bajo las presidencias de Jacques Chirac y de Nicolas Sarkozy, ocupa varios puestos en el seno del Ministerio de Educación francés: jefe de gabinete del ministro de Educación (2006-2007) y director general de la Enseñanza Escolar (2009-2012). Entre 2007 y 2009 se encarga de la Consejería de Educación de Créteil.
A partir de 2013, Blanquer dirige la Escuela Superior de las Ciencias Económicas y Comerciales (École Supérieure des Sciences Économiques et Commerciales, ESSEC) en Cergy-Pontoise. En mayo de 2017, el presidente Emmanuel Macron lo designa como ministro de Educación. Para Blanquer, la tarea fundamental de la escuela es enseñar a «leer, escribir, contar y respetar al otro».